# Abbiecombec Lake
Abbiecombec Lake – jezioro (lake) w kanadyjskiej prowincji Nowa Szkocja, w hrabstwie Halifax, na południe od jeziora Lake Charlotte; nazwa urzędowo zatwierdzona 12 grudnia 1939.